# سوس (زين أباد)
سوس (بالفارسية: سوس) هي مستوطنة تقع في إيران في قسم زين أباد الريفي. يقدر عدد سكانها بـ 728 نسمة .